# Evermore (banda)
Evermore es una banda de indie rock originaria de Feilding (Nueva Zelanda), ahora con sede en Melbourne (Australia), formada en 1999. Está compuesta por los hermanos Jon Hume (guitarra, voz), Peter Hume (teclados, bajo, piano, voz) y Dann Hume (batería, voz). 
En 1999, Evermore firmó con el sello discográfico Warner Music y lanzó su álbum debut, Dreams en 2004, alcanzando el puesto número quince en la tabla de álbumes de la ARIA y fue certificado disco de platino en 2005. En 2006, el grupo lanzó su segundo álbum de estudio, Real Life, y alcanzó la certificación de doble platino en Australia, principalmente por el éxito de su sencillo «Light Surrounding You», cual alcanzó el puesto número uno en las listas australianas, siendo el primer sencillo de un grupo neozelandés en conseguirlo, y fue certificado disco de platino en 2008. Un año después, lanzaron su tercer disco de estudio, Truth of the World: Welcome to the Show, el cual presentó un estilo diferente de los discos anteriores, en donde las canciones critican a la propaganda política y a los medios de comunicación. En 2010, el grupo lanzó un disco homónimo de grandes éxitos que incluyó tres canciones inéditas. Han sido nominados para siete premios ARIA, y han ganado dos premios de los Vodafone New Zealand Music Awards.

## Historia

### Antecedentes y ascenso a la fama (2000-2003)

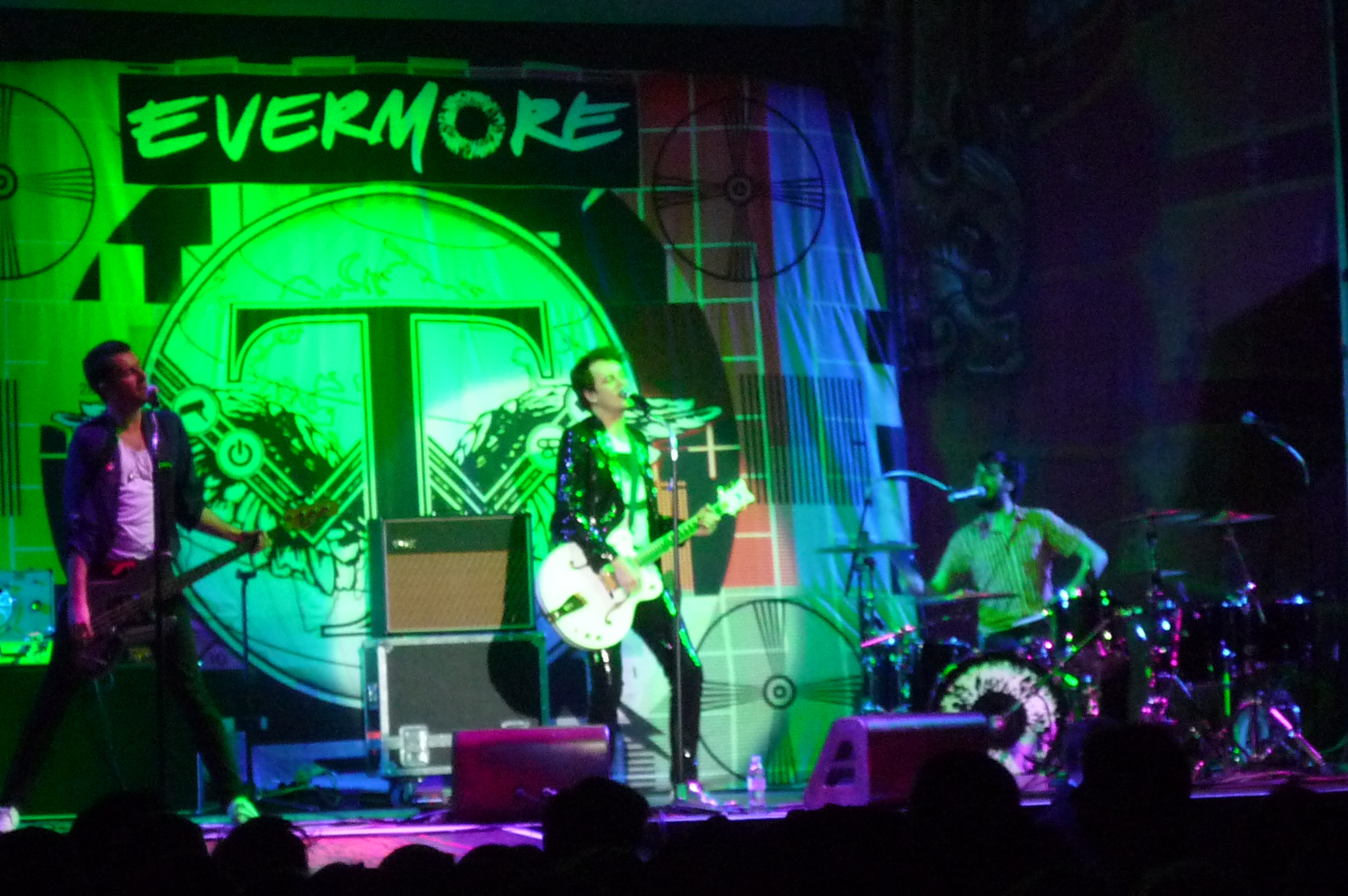
Evermore en vivo.

El grupo fue formado en Feilding, Nueva Zelanda en 1999 por los hermanos Jon, Peter y Dann Hume. El primero nació en Australia y los dos restantes en Nueva Zelanda. Fueron criados y educados en su casa de Feilding. Sus padres les introdujeron en la música a temprana edad y con frecuencia escuchaban sus colecciones de discos.
El nombre del conjunto proviene de la canción de Led Zeppelin, «The Battle of Evermore» en 1999
. Jon afirmó que los padres del trío fueron un gran apoyo de ellos, diciendo que «Siempre nos ayudaban para hacer algo creativo. Nada demasiado arriesgado».
En el año 2000, Evermore entró a la competencia Rockquest junto a Richard Higham, quien tocaba el bajo en ese momento, donde lograron ganar el concurso y usaron el dinero del premio para ayudar a financiar la construcción de su estudio, Red Sky Studio.
El primer EP de Evermore fue Slipping Away y se lanzó a la venta el 1 de diciembre de 2002, con sólo 300 copias, sin embargo, las canciones del extended play fueron puestas al aire regularmente en la estación de radio Triple J, por lo que fue capaz de reunir atención en el grupo. Su siguiente EP, Oil & Water EP fue publicado el 13 de enero de 2003 por Warner Music y resultó en la primera gira, de nuevo con el apoyo de Triple J. My Own Way EP fue el tercer EP de la banda y fue lanzado el 15 de septiembre de 2003, tras lo cual la banda estuvo de gira con el conjunto estadounidense Brad,.
En agosto de 2003, Evermore apareció en la portada de la revista New Zealand Musician tras el éxito de "Project NZM" - la cual era promocionada por la estación de radio ZM para dar a conocer a las bandas que hacían sus primeras apariciones en escena.

### Dreams(2003-2006)

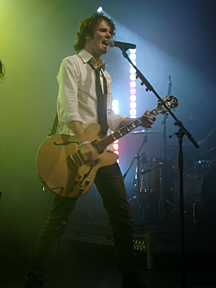
Jon Hume, cantante de Evermore.

Dreams fue el álbum debut de Evermore y se lanzó a la venta el 27 de septiembre de 2004 en Australia. Alcanzó el puesto número quince en la tabla de los álbumes ARIA, y el número treinta en la tabla de los álbumes RIANZ. Tres sencillos fueron lanzados del álbum, «It's Too Late», «For One Day» y «Come to Nothing», que alcanzaron puestos en las listas.
Las canciones fueron muy exitosas en Nueva Zelanda y aparecieron promociones televisivas australianas de The OC con la canción «It's Too Late». Una versión remezclada de esta canción, con el DJ australiano Dirty South, titulada «It's Too Late (Ride on)», también fue lanzada, y apareció en numerosos álbumes recopilatorios.
En la grabación de Dreams, Evermore trabajó con el productor musical Barrett Jones, quien anteriormente había trabajado con grupos tales como Nirvana, Foo Fighters y Whiskeytown, que conoció a la banda por Brad en su gira anterior. El Red Sky Studio de Fielding, donde se llevaba a cado la grabación se inundó en febrero de 2004, por lo que se trasladaron a la ciudad de Seattle para terminar las grabaciones.
Jon Hume dijo que se inspiró y tuvo influencia de los grupos Silverchair y Muse, así también como Pink Floyd, y señaló que inicialmente el grupo quería crear un álbum conceptual, pero afirmó que «tuvimos la suerte de cambiar nuestro estilo musical, porque queríamos hacer un álbum doble». Evermore lanzó The Lakeside Sessions Vol. 1, un EP acústico en vivo a través de iTunes exclusivamente, el 20 de diciembre de 2005.

### Real Life(2006–2008)

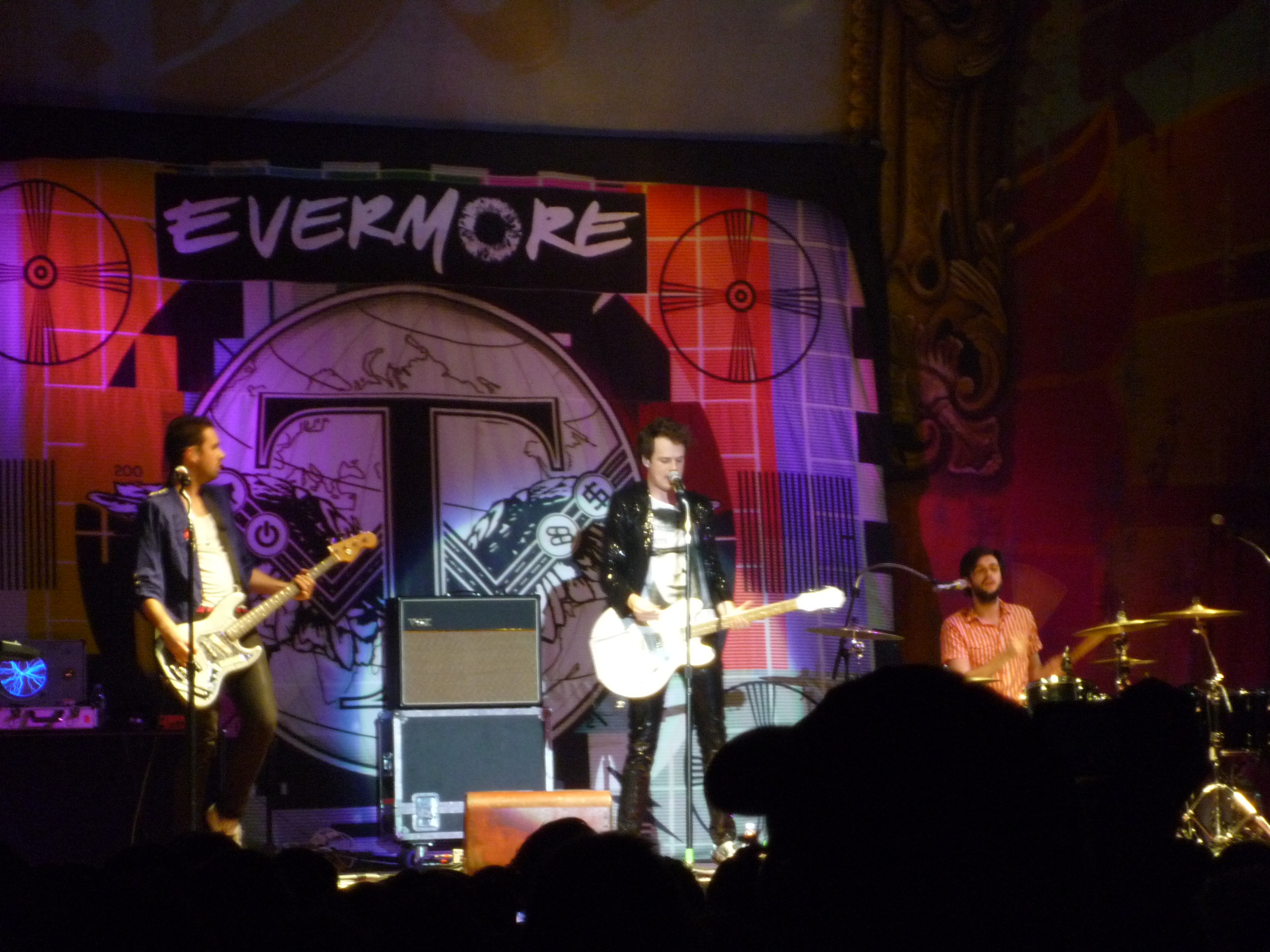
Evermore en Alemania.

El segundo álbum de Evermore, Real Life, se lanzó a la venta el 8 de julio de 2006 por Warner Music. El álbum alcanzó el puesto número cinco en las listas ARIA y el número dos en la tabla RIANZ, y fue certificado disco de platino en Australia.
El álbum contó con cuatro sencillos, «Running», «Light Surrounding You», «Unbreakable» y «Never Let You Go». De ellos, «Light Surrounding You» fue el que mejor se posicionó y se convirtió en el primer sencillo número uno de Evermore. Además, para promocionar el álbum, lanzaron en el 2007 un EP titulado Unbreakable Live EP, compuesto de canciones acústicas.
Real Life se comenzó a grabar en la Costa Central de Nueva Gales del Sur, donde la banda pasó tres meses. La producción se trasladó a Easton, Maryland por un período adicional de tres meses y la grabación continuó con el productor John Alagía. Después de la grabación y la producción, el álbum fue mezclado por Tom Lord-Alge, el cual trabajó con blink-182 y Green Day.
Con respecto al significado del álbum, Peter Hume dijo lo siguiente en una entrevista: 

"Definitivamente estamos queriendo transmitir un mensaje más positivo con este disco, porque cuando lo hicimos la última vez que empezamos a hacer todos estos programas y nos dimos cuenta de lo que la gente está realmente escuchando y lo están tomando muy en serio ... tenemos que decir algo positivo, y estamos en un lugar diferente. Creo que acabamos de pasar por un montón de transiciones y de que era un poco nuestro punto de vista".

Al lanzamiento del álbum le siguió una gira por Nueva Zelanda y Australia, que comenzó en septiembre con el apoyo de los grupos Bob Evans, The Vagrant City Scandal y The Hampdens. De esta manera, Evermore ganó fama en Nueva Zelanda y en Melbourne al abrir los conciertos de Split Enz en el Rod Laver Arena en Melbourne.

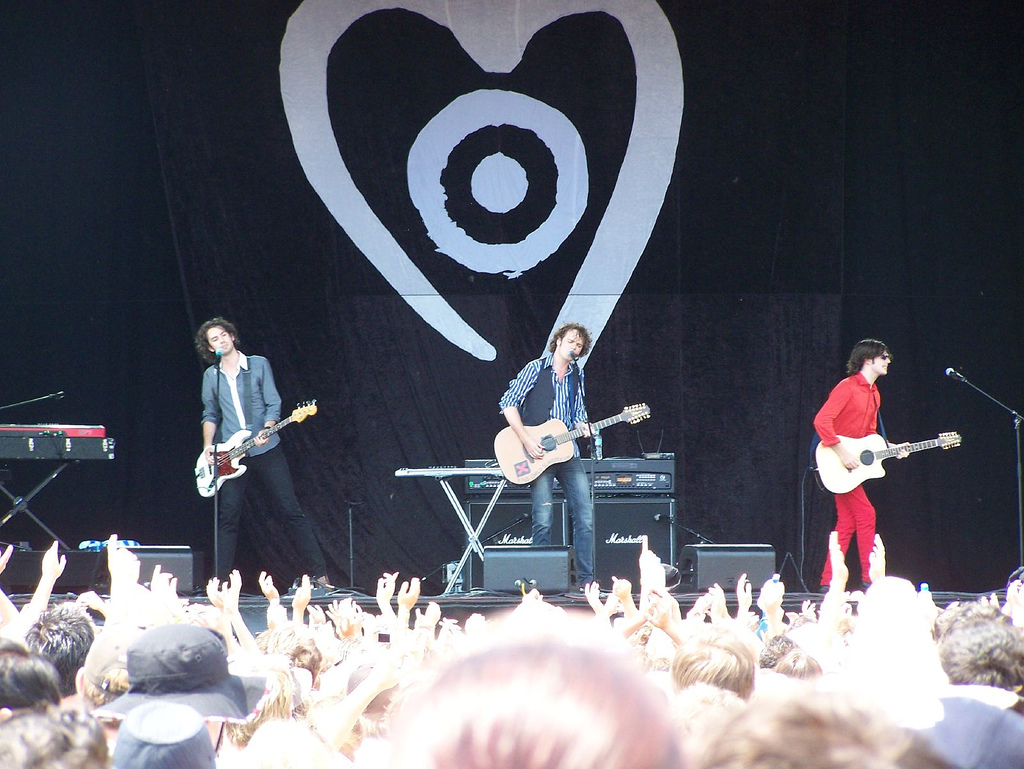
Evermore en vivo en Nueva Zelanda.

El 17 de noviembre de 2006, el grupo llevó a cabo un concierto de caridad, el Make Poverty History Concert con conciertos en Melbourne, tocando la canción "Stand by Me". Acerca del concierto, Dann Hume dijo lo siguiente: 

"Fue increíble. Es probablemente el más eufórico en el que he estado en el escenario. Era apasionante tanto en el escenario como fuera del escenario. Todo el mundo estaba dando todo lo que tenía y que era simplemente increíble. No hubo pruebas de sonido, por lo que la banda llegó y tocamos seis canciones. Fue dar un mensaje muy positivo"

 A principios de 2007, Evermore tocó en el Big Day Out Festival, así también como en la 21 ª Jamboree Scout de Australia y el 29 de abril se presentaron en el los MTV Australia Video Music Awards por su video musical "Light Surrounding You". La canción de Evermore «I'm Falling Away» desde el año 2006 encuentra en uso en un comercial de televisión para la marca de gaseosas Sprite, por lo cual se ha hecho muy popular. Por otra parte, en 2007, Evermore colaboró en el álbum de estudio Standing in the Outside, del grupo Cold Chisel realizando la canción «Water into Wine».

### Truth of the World: Welcome to the Show(2008-2009)

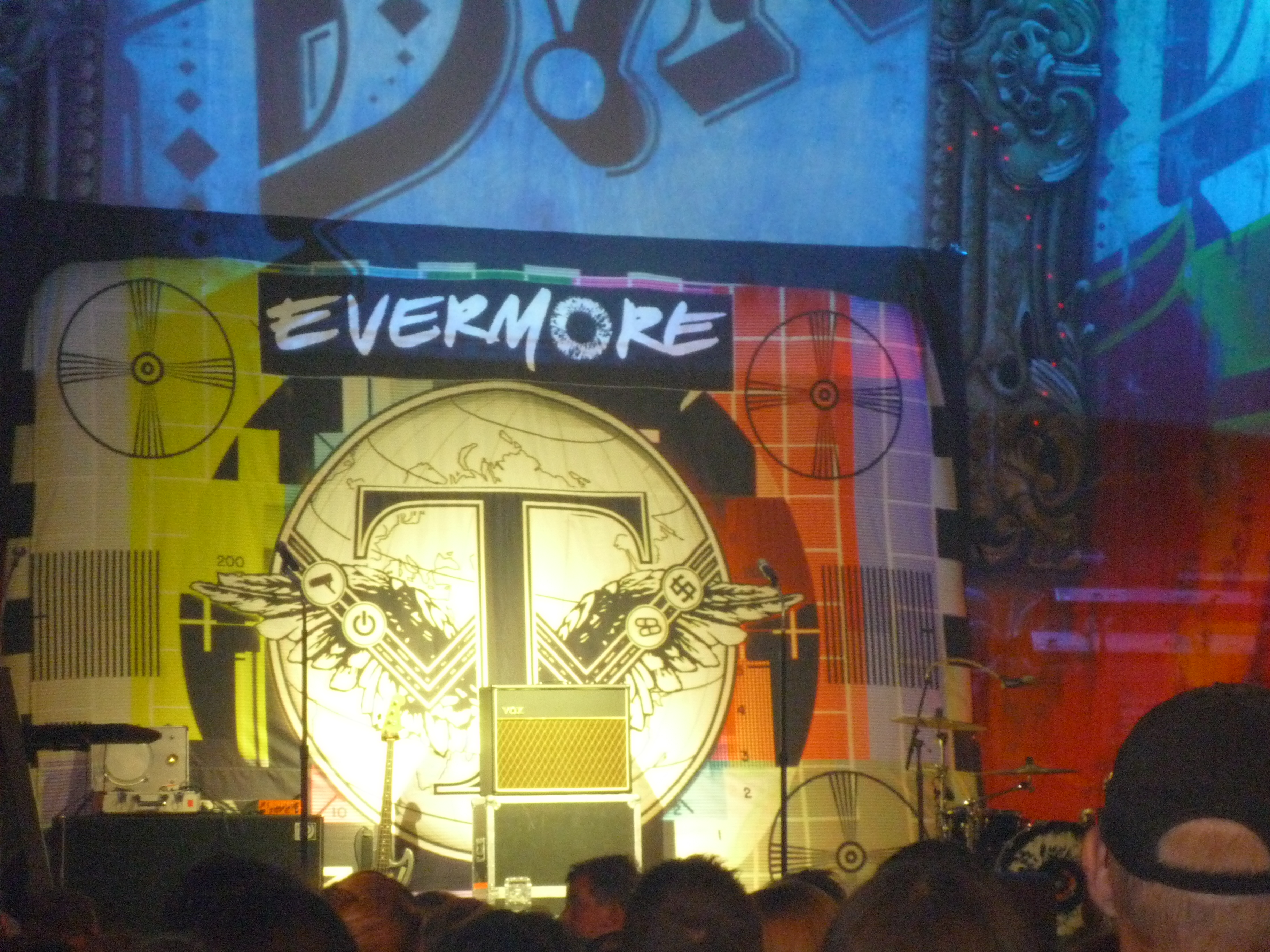
Evermore en Friburgo.

Truth of the World: Welcome to the Show se lanzó a la venta el 20 de marzo de 2009 y debutó en el número 14 en las listas ARIA. Del álbum se desprendieron dos sencillos: «Between the Lines», que fue lanzado como una descarga digital gratuita desde el sitio web de la banda el 10 de noviembre de 2008, y el segundo sencillo, «Hey Boys and Girls (Truth of the World pt. 2)», que fue lanzado el 3 de febrero de 2009 y alcanzó el puesto número 5 en las listas de Nueva Zelanda y el número 4 en las listas australianas. La canción «Can You Hear Me?» se lanzó en la radio el 11 de mayo de ese mismo año, pero no tuvo el éxito de sus predecesores.
Truth of the World es un álbum conceptual acerca de los medios de comunicación, la propaganda política, publicidad y el entretenimiento y fue grabado en el estudio propio de la banda en Melbourne durante un período de 18 meses.
En este álbum, la banda cambió el estilo musical de sus discos anteriores, ya que en este se menciona la propaganda política y los medios de comunicación. Con respecto a este cambio, Jon Hume habló en una entrevista: «Sabíamos que iba a ser un disco muy diferente, así que estábamos preparados para el hecho de que podría tomar mucho tiempo desarrollar el sonido y hacer que todo encaje».
En julio y agosto de 2009, Evermore fue el grupo de soporte de Pink en Irlanda y en la segunda mitad de su gira por Australia de su Funhouse Tour entre los meses de octubre y diciembre de 2009. Después de las giras con éxito en Australia en apoyo de Truth of the World: Welcome to the Show y el apoyo a la artista pop Pink durante su Funhouse Tour, la cantante quedó lo suficientemente impresionada como para invitar a Evemore para llevarlos como invirados principales de apoyo para su próxima gira europea.
Acerca de la gira con Pink, Jon Hume dijo lo siguiente:

"Estar de gira con Pink ha sido muy grande y tocar frente a diez mil personas una noche en toda Europa ha sido increíble. Esta banda siempre ha tenido experiencia en vivo y es genial que mucha gente esté viendo lo que somos."

La canción de Evermore «Hey Boys and Girls (Truth of the World pt. 2)» apareció en el soundtrack de la película Beastly y contó con un video musical en vivo producido por el grupo en conjunto con la empresa de video neozelandesa Fish'N'Clips. Sobre el video, Jon Hume dijo lo siguiente en una entrevista:

"Este videoclip es, básicamente, completamente nuestro. Dann incluso hizo todas las imágenes que aparecen en la pantalla detrás de nosotros. Queríamos capturar la energía de la banda en vivo y se había frustrado haciendo estos clips de mímica. Cuando se estamos tocando en vivo, hay una energía extra y un factor X que no habíamos hecho antes y que queríamos intentarlo. Fue mucho más difícil porque teníamos que tocar la canción alrededor de 100 veces al día. Definitivamente puedo entender por qué la gente no [a menudo] ve videos en vivo"

### Evermore(2010-presente)

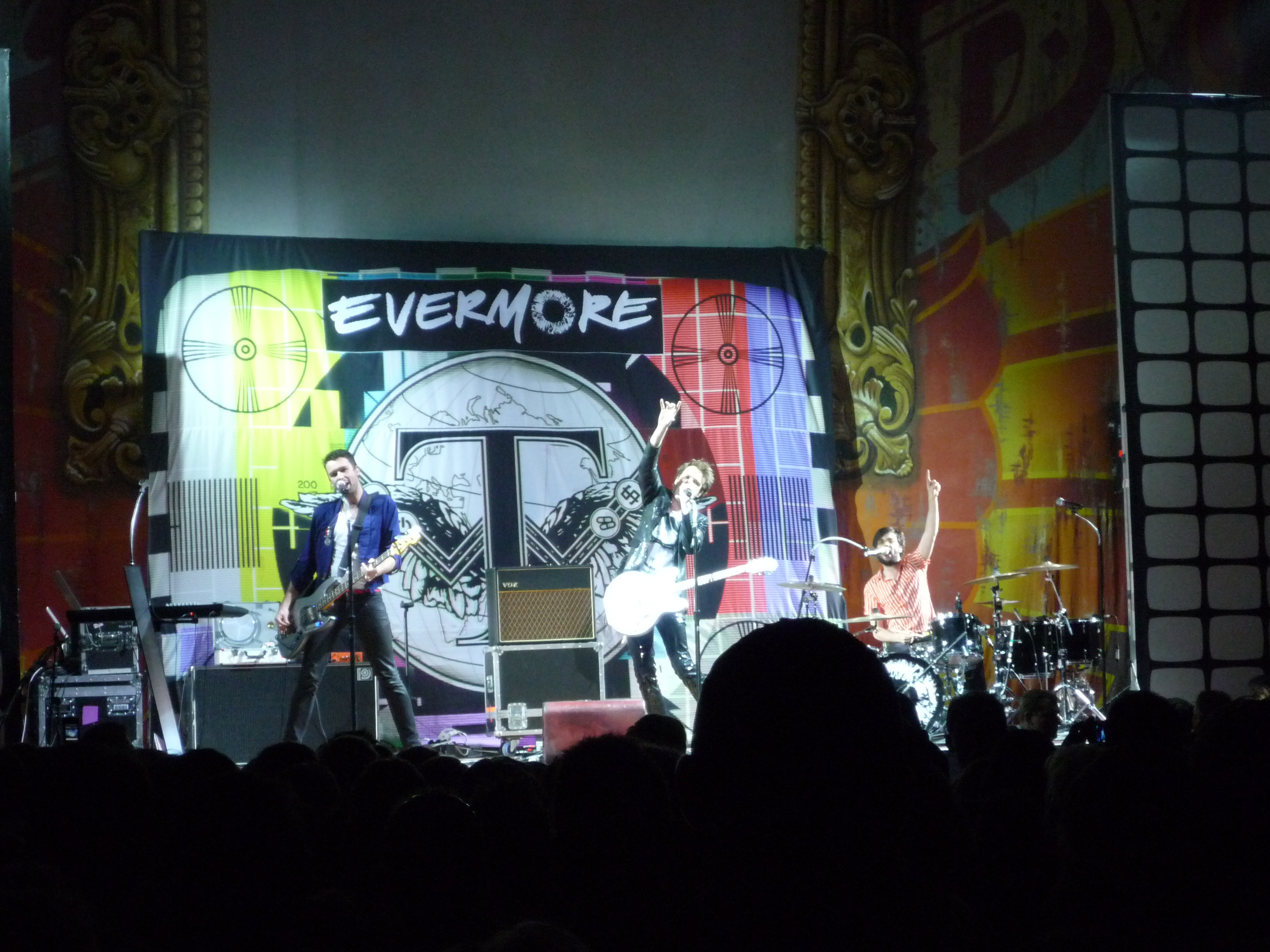
Evermore en Alemania.

Evermore lanzó un álbum homónimo de grandes éxitos el 12 de marzo de 2010 en Australia y Nueva Zelanda, que incluía el sencillo «Underground».
El grupo, después de completar su gira por Europa como teloneros de Pink a principios de año, se tomó un descanso, sin embargo, han declarado en su web oficial y en su blog que están escribiendo y grabando para su próximo álbum de estudio, previsto para el finales de 2010 o principios de 2011.
Evermore se presentó el 12 de septiembre de 2010 en Nueva Zelanda en su ciudad natal, Feilding, para encabezar un evento de caridad llamado Small Town, Big Heart, con el auspicio de la radio neozelandesa MoreFM y otras empresas locales, y también se presentaron en Christchurch en el concierto Band Together, el sábado 23 de octubre de 2010. Este fue un evento gratuito celebrado en Parque Norte de la ciudad Hagley, tras el terremoto de magnitud 7,1 que azotó la región el 4 de septiembre de 2010.
El 21 de diciembre de 2010, lanzaron una canción gratuita de Navidad como un "regalo anticipado de Navidad", titulada «Here's to You», la cual puede ser descargada gratuitamente desde su página web.
Evermore se fue de gira en 2011 por Nueva Zelanda y Australia para construir un nuevo estudio de grabación, ahora llamado "The Stables", en la región de Victoria, y ha grabado la mayor parte de su material nuevo para su próximo álbum de estudio, el cual será lanzado en el primer semestre de 2012. 
Se ha puesto en marcha una sección especial para los fanes, actualizada regularmente en su perfil de Facebook, que muestra algunas de las canciones que han escrito recientemente, como «Messy», «Pieces», «All The Way» y «Close Your Eyes». La banda ha asegurado que se trata de demos y las canciones cambiarán al ser remezcladas. Actualmente, están renovando su sitio web oficial, en el cual se encuentran videos en el estudio de grabación interpretando las nuevas canciones. El primero de ellos era un demo titulado «We'll Fly». Hay videos de presentaciones en directo acústicas de las nuevas canciones en su estudio como «All the Way» y «Pieces» y la banda ha tomado una cierta hacia inclinación a Twitter. Evermore ha dicho que han encontrado una manera de fusionar tres de sus estilos individuales y el próximo disco va a mostrar su progresión como banda.
Finalmente su cuarto álbum, Follow the Sun, fue lanzado en octubre de 2012 por su propio sello discográfico Evermore Records.

## Influencias musicales
Las principales influencias musicales de los miembros de Evermore son Led Zeppelin, del cual tomaron el nombre a partir de una de sus canciones, "The Battle of Evermore";
Otras influencias son Pink Floyd, Silverchair, Muse, Crowded House, The Police, Coldplay, U2, The Temper Trap, Chair Bob Dylan, Tin Sparrow, The Panics, Supergrass y The Beatles, de donde tomaron los estilos de rock y rock alternativo. Jon Hume afirmó que dichos grupos han sido una gran influencia para la producción del primer álbum de estudio, Dreams.
En una entrevista, Evermore citó algunas de sus influencias musicales: «Hemos escuchado un montón de discos en lugar de artistas, porque a veces los artistas lanzan cosas muy malas en comparación con otros materiales. Había un montón de The Kinks y Jimi Hendrix a veces. Después de que hubo Crowded House, The Who y The Beatles. La música siempre fue cambiando. A veces escuchábamos a The Police y a Pink Floyd. Parte de la música es algo más que notas y palabras. Es una experiencia. Pink Floyd tuvo una gran influencia en Dreams. Recuerdo que una noche, nos sentamos y puse las manos en The Dark Side of the Moon. Apagamos todas las luces y encendimos el sonido envolvente. Nos acostamos y escuchamos. Todo lo que creíamos que sabíamos acerca de la música por completo salió por la ventana la noche»
En una entrevista, Dann Hume citó algunas de sus influencias musicales: «Actualmente estoy disfrutando de los grupos After The Fall y End Of Fashion. Nosotros hemos visto a End Of Fashion varias veces y tocamos juntos en shows, pero no vimos a After The Fall».

## Miembros
Miembros actuales
- Jon Hume - voz, guitarra (1999 - presente)
- Peter Hume - voz, teclado, bajo (1999 - presente)
- Dann Hume - voz, batería (1999 - presente)

Antiguos miembros
- Richard Higham - bajo (1999 - 2003)

Cronología
| Inicio     | Inicio | Inicio | 1999 | 1999 | 1999 | 2000 | 2000 | 2000 | 2002 | 2002 | 2002 | 2004 | 2004 | 2004 | 2006 | 2006 | 2006 | 2008 | 2008 | 2008 | 2010 | 2010 | 2010 |
| Jon Hume   |        |        |      |      |      |      |      |      |      |      |      |      |      |      |      |      |      |      |      |      |      |      |      |
| Peter Hume |        |        |      |      |      |      |      |      |      |      |      |      |      |      |      |      |      |      |      |      |      |      |      |
| Dann Hume  |        |        |      |      |      |      |      |      |      |      |      |      |      |      |      |      |      |      |      |      |      |      |      |

|  | Voz y Guitarra |  | Bajo |  | Batería |

## Discografía
| Álbumes de estudio - 2004: Dreams - 2006: Real Life - 2009: Truth of the World: Welcome to the Show - 2012: Follow the Sun Álbumes recopilatorios - 2010: Evermore EP - 2002: Slipping Away - 2003: Oil & Water EP - 2003: My Own Way EP - 2005: The Lakeside Sessions Vol. 1 - 2007: Unbreakable Live EP | Sencillos - «It's Too Late» - «For One Day» - «Come to Nothing» - «Running» - «Light Surrounding You» - «Unbreakable» - «Never Let You Go» - «Between the Lines» - «Hey Boys and Girls (Truth of the World pt. 2)» - «Can You Hear Me?» - «Underground» - «Surrender» (con Hook N Sling) - «Follow the Sun» |